# Gerhard Schmatz
Gerhard Schmatz (* 5. Juni 1929 in Regensburg; † 28. März 2005 in Ulm) war Bergsteiger und Notar.

## Leben
Nach dem Abitur 1949 studierte Schmatz Rechtswissenschaften an der Universität Erlangen. Nach zwei Prädikatsexamina wurde er in den bayerischen Notardienst übernommen. Von 1962 bis 1994 führte er mit einem Partner ein Notariat in Neu-Ulm. Nach seiner Pensionierung war er von 1994 bis 2004 ehrenamtlich für die Freien Wähler im Gemeinderat von Ulm tätig. Er war Mitglied der Studentenverbindungen Kösener Corps, Bavaria Erlangen und Borussia Berlin.
Schmatz war nach drei Nordamerikanern als erster Europäer auf den Seven Summits und anschließend als weltweit erster Mensch auf den höchsten Bergen der sieben größten Inseln der Erde (7+7 Summits).
Schmatz wurde nicht nur als Höhenalpinist bekannt, er absolvierte auch Ski-Touren zum Nordpol und mehrere Umseglungen des Kap Hoorn.
Im Jahr 1979 bestieg Schmatz den Gipfel des Mount Everest als Expeditionsleiter. Er war zu dieser Zeit mit 50 Jahren der älteste Mensch, der es auf den Gipfel geschafft hatte. Seine Frau Hannelore Schmatz stieg am folgenden Tag ebenso vom Südsattel zum Gipfel auf und war damit die erste Deutsche, die auf dem Gipfel des Mount Everest stand.
Hannelore Schmatz starb am 2. Oktober 1979 beim Abstieg in einer Höhe von 8300 m an Erschöpfung, kurz nachdem sie ihren Kletterpartner, den Amerikaner Ray Genet, an Erschöpfung hatte sterben sehen.